# Lina Krasnoroutskaïa
Lina Krasnoroutskaïa (née le 29 avril 1984 à Obninsk) était une ancienne joueuse de tennis russe professionnelle. Elle a commencé sa carrière en 1999 pour la terminer en 2005.

## Carrière tennistique
Championne du monde junior en simple filles en 1999, Lina Krasnoroutskaïa a remporté cette année l'US Open junior. Elle s'était déjà fait remarquer dans les catégories d'âge inférieures en remportant notamment le tournoi des Petits As en 1998.
Après une saison 2001 riche en succès, au cours de laquelle elle atteint notamment les quarts de finale à Roland-Garros, la jeune Russe se blesse en janvier 2002 au 1er tour de l'Open d'Australie. Contrainte à l'abandon face à Conchita Martínez, elle ne revient sur le circuit qu'en août.
En 2003, elle s'établit parmi les trente meilleures joueuses du monde grâce à des résultats réguliers et des victoires contre Monica Seles, Elena Bovina, Nadia Petrova, Patty Schnyder ou Kim Clijsters.
Elle accède en janvier 2004 au top 25 pour la première fois de sa carrière, quand une maladie du foie vient entraver sa progression. En août, alors redescendue au 49e rang, elle met un terme à sa saison.
En janvier 2005, souffrant de troubles gastriques, elle échoue à se qualifier pour le grand tableau de l'Open d'Australie. En mars, elle met en question sa carrière professionnelle avant d'annoncer en juin son prochain retour. Ce comeback est finalement retardé par sa maternité.
Malgré ses déboires, Krasnoroutskaïa a remporté près d'un million de dollars en tournois, joué une finale en simple à l'Open du Canada, atteint une demi-finale à Wimbledon en double dames aux côtés de sa compatriote Elena Dementieva (en battant les sœurs Williams au 3e tour) et été finaliste en double mixte à l'US Open avec Daniel Nestor (non sans avoir bénéficié de trois balles de match).
À l'heure actuelle, elle officie en tant que commentatrice sportive sur la chaîne de télévision russe NTV Russia.

## Palmarès

### Titre en simple dames
Aucun

### Finale en simple dames
| No | Date       | Nom et lieu du tournoi     | Catégorie | Dotation    | Surface    | Vainqueure    | Score    |          |
| -- | ---------- | -------------------------- | --------- | ----------- | ---------- | ------------- | -------- | -------- |
| 1  | 11/08/2003 | Coupe Rogers AT&T, Toronto | Tier I    | 1 325 000 $ | Dur (ext.) | Justine Henin | 6-1, 6-0 | Parcours |

### Titre en double dames
| No | Date       | Nom et lieu du tournoi  | Catégorie | Dotation  | Surface      | Partenaire       | Finalistes                | Score         |          |
| -- | ---------- | ----------------------- | --------- | --------- | ------------ | ---------------- | ------------------------- | ------------- | -------- |
| 1  | 16/06/2003 | Ordina Open Bois-le-Duc | Tier III  | 170 000 $ | Gazon (ext.) | Elena Dementieva | Nadia Petrova Mary Pierce | 2-6, 6-3, 6-4 | Parcours |

### Finales en double dames
| No | Date       | Nom et lieu du tournoi     | Catégorie | Dotation    | Surface         | Vainqueures                    | Partenaire       | Score     |          |
| -- | ---------- | -------------------------- | --------- | ----------- | --------------- | ------------------------------ | ---------------- | --------- | -------- |
| 1  | 01/10/2001 | Kremlin Cup Moscou         | Tier I    | 1 185 000 $ | Moquette (int.) | Martina Hingis Anna Kournikova | Elena Dementieva | 7-61, 6-3 | Parcours |
| 2  | 04/11/2002 | Volvo Women’s Open Pattaya | Tier V    | 110 000 $   | Dur (ext.)      | Kelly Liggan Renata Voráčová   | Tatiana Panova   | 7-5, 7-67 | Parcours |

### Finale en double mixte
| No | Date       | Nom et lieu du tournoi   | Catégorie | Dotation    | Surface    | Vainqueures                  | Partenaire    | Score            |          |
| -- | ---------- | ------------------------ | --------- | ----------- | ---------- | ---------------------------- | ------------- | ---------------- | -------- |
| 1  | 25/08/2003 | US Open Flushing Meadows | G. Chelem | 6 682 980 $ | Dur (ext.) | Katarina Srebotnik Bob Bryan | Daniel Nestor | 5-7, 7-5, [10-5] | Parcours |

## Parcours en Grand Chelem

### En simple dames
| Année | Open d'Australie | Open d'Australie  | Internationaux de France | Internationaux de France | Wimbledon       | Wimbledon         | US Open         | US Open         |
| ----- | ---------------- | ----------------- | ------------------------ | ------------------------ | --------------- | ----------------- | --------------- | --------------- |
| 2000  | 1er tour (1/64)  | Julie Halard      | 1er tour (1/64)          | Gala León García         | 1er tour (1/64) | Miriam Oremans    | 1er tour (1/64) | Sandra Kleinová |
| 2001  | 1er tour (1/64)  | Alina Jidkova     | 1/4 de finale            | Justine Henin            | 4e tour (1/8)   | Conchita Martínez | 2e tour (1/32)  | Martina Hingis  |
| 2002  | 1er tour (1/64)  | Conchita Martínez | -                        | -                        | -               | -                 | -               | -               |
| 2003  | -                | -                 | 2e tour (1/32)           | Amélie Mauresmo          | 2e tour (1/32)  | Anastasia Myskina | 1er tour (1/64) | Anca Barna      |
| 2004  | 3e tour (1/16)   | Tatiana Golovin   | -                        | -                        | 1er tour (1/64) | Henrieta Nagyová  | -               | -               |

À droite du résultat, l’ultime adversaire.

### En double dames
| Année | Open d'Australie             | Open d'Australie           | Internationaux de France     | Internationaux de France  | Wimbledon                  | Wimbledon                | US Open                     | US Open                    |
| ----- | ---------------------------- | -------------------------- | ---------------------------- | ------------------------- | -------------------------- | ------------------------ | --------------------------- | -------------------------- |
| 2000  | -                            | -                          | 1er tour (1/32) L. Neiland   | J. Capriati Jelena Dokić  | 1er tour (1/32) L. Neiland | Julie Halard Ai Sugiyama | -                           | -                          |
| 2001  | 1er tour (1/32) Ostrovskaya  | Erika de Lone Alicia Molik | -                            | -                         | 2e tour (1/16) L. Courtois | T. Garbin J. Husárová    | 3e tour (1/8) S. Jeyaseelan | Lisa Raymond Rennae Stubbs |
| 2003  | 1er tour (1/32) T. Panova    | V. Ruano Paola Suárez      | 2e tour (1/16) E. Dementieva | Kim Clijsters Ai Sugiyama | 1/2 finale E. Dementieva   | V. Ruano Paola Suárez    | 3e tour (1/8) E. Dementieva | M. Bartoli M. Casanova     |
| 2004  | 2e tour (1/16) E. Dementieva | E. Gagliardi Roberta Vinci | -                            | -                         | -                          | -                        | -                           | -                          |
| 2005  | 1er tour (1/32) M. Kirilenko | M. Bartoli A.-L. Grönefeld | -                            | -                         | -                          | -                        | -                           | -                          |

Sous le résultat, la partenaire ; à droite, l’ultime équipe adverse.

### En double mixte
| Année | Open d'Australie              | Open d'Australie       | Internationaux de France | Internationaux de France | Wimbledon                   | Wimbledon                 | US Open              | US Open                |
| ----- | ----------------------------- | ---------------------- | ------------------------ | ------------------------ | --------------------------- | ------------------------- | -------------------- | ---------------------- |
| 2003  | -                             | -                      | -                        | -                        | 2e tour (1/16) Jeff Tarango | Nicole Pratt Pavel Vízner | Finale Daniel Nestor | K. Srebotnik Bob Bryan |
| 2004  | 1er tour (1/16) Daniel Nestor | E. Gagliardi S. Prieto | -                        | -                        | 3e tour (1/8) Daniel Nestor | Likhovtseva M. Bhupathi   | -                    | -                      |

Sous le résultat, le partenaire ; à droite, l’ultime équipe adverse.

## Parcours en Fed Cup
| #                                                                  | Date       | Lieu       | Surface      | Gagnante(s)      | Perdante(s)          | Score    |          |
|                                                                    |            |            |              |                  |                      |          |          |
| 2001 - 1/4 de finale (groupe mondial) - Slovaquie - Russie - 2 : 3 |            |            |              |                  |                      |          |          |
| 1                                                                  | 21/07/2001 | Bratislava | Terre (ext.) | Henrieta Nagyová | Lina Krasnoroutskaïa | 6-4, 6-3 | Parcours |

## Classements WTA en fin de saison

### En simple
| Année | 1999 | 2000 | 2001 | 2002 | 2003 | 2004 |
| Rang  | 164  | 133  | 34   | 175  | 27   | 138  |

Source : (en) « Classements de Lina Krasnoroutskaïa », sur le site officiel du WTA Tour

### En double
| Année | 1999 | 2000 | 2001 | 2002 | 2003 | 2004 |
| Rang  | 231  | 146  | 89   | 160  | 23   | 99   |

Source : (en) « Classements de Lina Krasnoroutskaïa », sur le site officiel du WTA Tour